# Mikroregion (Brasilien)
Mesoregioner og mikroregioner (portugisisk: mesorregião og microrregião) er en tidligere opdeling indenfor brasilianske stater, der var i kraft fra 1989 til 2017. Regionerne var sammensat af Det Brasilianske Institut for Geografi og Statistik (IBGE). De blev erstattet af henholdsvis mellemliggende og umiddelbare geografiske regioner i 2017.
Opdelingen begyndte at blive udarbejdet i 1987 for at erstatte den tidligere regionale opdeling i homogene mikroregioner og mesoregioner, som blev oprettet af IBGE i henholdsvis 1968 og 1976. Godkendelsen af den nye inddeling skete 1988 og det blev indført ved resolution PR-51 af 31. juli 1989. Formålet med sammensætningen var at integrere organisering, planlægning og udførelse af offentlige funktioner af fælles interesse. Imidlertid skete dette sjældent i praksis. Derfor var regionerne bedre kendt på grund af deres praktiske anvendelse af IBGE selv, som brugte inddelingen til statistiske formål.
Der var i 2016 i alt 5570 brasilianske kommuner som var inddelt i 558 mikroregioner fordelt på 137 mesoregioner.